# Princeps senatus
Princeps senatus је био предсједавајући сенатор у римском сенату. Није био магистрат нити је имао империјум, али је уживао велики углед.
Од времена Октавијана Августа, од princeps senatus настала је владарска титула принцепс („први грађанин“), титула римских царева. Први период Царства назван је управо по њему — принципат.

## Дјелокруг
Мандат princeps senatus је трајао пет година, а њихов избор вршила су двојица цензора. Мандат им је могао бити продужен још једанпут. Бирани су међу патрицијским конзуларима (сенаторима, бившим конзулима), најчешће бившим цензорима. Римски историчар Тит Ливије у свом дјелу Од оснивања града (лат. Ab Urbe Condita) пише да се при избору принцепса „треба држати обичаја предака и за првог у сенату поставити оног ко је први од актуелних сенатора био цензор“.
Положај princeps senatus као првог сенатора огледао се у томе да је имао право први да говори на тему коју би отворио конзул или неки нижи магистрат и тиме знатно утиче на ток дебате. Одлучивао је о дневном реду и мјесту одржавања сједница, заводио је ред, преговарао у име Сената и вршио службену кореспонденцију.